# Florida Jades
Los Florida Jades fueron un equipo de baloncesto estadounidense con sede en Boca Raton, Florida, que compitieron en la World Basketball League dos temporadas, en 1991 y 1992. Disputaban sus partidos como local en el FAU Arena, pabellón con capacidad para 5.000 espectadores.

## Historia
El equipo surgió de la idea de dos jugadores de ligas menores, Delray Brooks y Eric Newsome, que quisieron poseer una franquicia en el baloncesto profesional. Crearon los Jades, cuyo nombre proviene de una marca de colonia de los años 50, Jade East. Involucraron al padre de Brooks, vicepresidente de la Florida Atlantic University de Boca Ratón, y consiguieron inversores que proporcionaran los 500.000 dólares necesarios para la formación de la franquicia.
En su primera temporada en la liga, acabaron en la segunda posición de la División Sur, con 30 victorias y 21 derrotas, clasificándose para los playoffs donde derrotaron en primera ronda a los Memphis Rockers, cayendo en semifinales ante los finalmente campeones, los Dayton Wings.
Al año siguiente, tanto los jugadores creadores de la franquicia como los inversores desaparecieron, haciéndose la liga con el 80% del equipo. Pero debido a problemas financieros, en el mes de junio de 1982 tanto los Jades como los Jacksonville Stingrays desaparecieron de la liga.

## Temporadas
| Temporada | Liga | Denominación  | G  | P  | %    | Puesto | Play-off    |
| --------- | ---- | ------------- | -- | -- | ---- | ------ | ----------- |
| 1991      | WBL  | Florida Jades | 30 | 21 | 58,8 | 2º     | Semifinales |
| 1992      | WBL  | Florida Jades | 9  | 10 | 47,4 | 8º     | -           |

## Jugadores destacados
- Tracy Moore
- Craig Neal